# Parvicrepis
Parvicrepis is een monotypisch geslacht van straalvinnige vissen uit de familie van schildvissen (Gobiesocidae).

## Soort
- Parvicrepis parvipinnis (Waite, 1906)